# Karel Arnold Poortman
Karel Arnold Poortman (Schiedam, 24 juli 1808 - aldaar, 10 april 1886) was een negentiende-eeuws liberaal politicus en Thorbeckiaans Tweede Kamerlid.
Poortman was een Schiedamse advocaat, notaris en notabele die als Tweede Kamerlid medestander was van Thorbecke. Hij verloor zijn zetel na de Aprilbeweging van 1853, maar keerde in 1857 voor het district Alkmaar terug in de Kamer. Poortman speelde in 1866 een belangrijke rol bij het conflict tussen Thorbecke en Fransen van de Putte.

## Gedelegeerde commissies
- lid parlementaire enquêtecommissie zoutaccijns (Tweede Kamer der Staten-Generaal), van 22 november 1852 tot 27 april 1853
- lid parlementaire enquêtecommissie toestand van de zeemacht (Tweede Kamer der Staten-Generaal), van 17 december 1861 tot 31 oktober 1862

## Tweede Kamer
| Periode |
| --- |
| 13-02-1849 t/m 19-08-1850 07-10-1850 t/m 19-09-1852 20-09-1852 t/m 25-04-1853 21-04-1857 t/m 19-09-1858 20-09-1858 t/m 14-09-1862 15-09-1862 t/m 18-09-1866 |